# Federico Granja Ricalde
Federico Granja Ricalde (Mérida, Yucatán; 17 de agosto de 1942-2 de noviembre de 2021), fue un ingeniero civil y político mexicano, militante del Partido Revolucionario Institucional. 
Se desempeñó en diversos cargos políticos y de elección popular: como diputado federal y local, como presidente municipal de su ciudad natal, así como gobernador del estado de Yucatán por un periodo constitucional extraordinario de 18 meses entre 1994 y 1995.

## Biografía
En el periodo de 2004-2007 fue coordinador de los diputados estatales por el Partido Revolucionario Institucional. Fue diputado federal en tres ocasiones, una de ellas, en la LIII Legislatura, por el Distrito Federal.
Integró en el estado de Yucatán el grupo opositor de Víctor Cervera Pacheco, aunque militaban dentro del mismo partido político. Murió el 2 de noviembre de 2021, en la ciudad de Mérida, Yucatán, a causa de cáncer.